# Lycosa dacica
Lycosa dacica là một loài nhện trong họ Lycosidae.
Loài này thuộc chi Lycosa. Lycosa dacica được Pavesi miêu tả năm 1898.